# Festival de Saint-Sébastien 2001
Le festival international du film de Saint-Sébastien 2001, 49e édition du festival (49 Festival de San Sebastián ou 49 Donostiako Zinemaldia), s'est tenu du 20 au 29 septembre 2001. Après le retrait de Diego Galán (es) de la direction du festival qu'il avait dirigé entre 1986 et 1989 et entre 1995 et 2000, ce fut la première édition dirigée par Mikel Olaciregui. Le festival fut inévitablement marqué par les attentats du 11 septembre 2001 survenus neuf jours seulement avant l'événement et qui eurent pour conséquence une couverture médiatique très limitée.

## Jury officiel
- Claude Chabrol (Président)
- Giuseppe Bertolucci
- Yvonne Blake
- Florinda Bolkan
- Eloy de la Iglesia
- Jorge Edwards
- Sandra Hebron

## Sélection

### En compétition
- Taxi para tres de Orlando Lübbert
- Butterfly Smile (蝴蝶的微笑, Húdié de wéixiào) de He Jianjun
- Buñuel et la Table du Roi Salomon (Buñuel y la mesa del rey Salomón) de Carlos Saura
- En construcción de José Luis Guerín
- Juana la Loca de Vicente Aranda
- C'est la vie de Jean-Pierre Améris
- The Warrior de Asif Kapadia
- Escape to paradise de Nino Jacusso
- Le Vélo de Ghislain Lambert de Philippe Harel
- La Fuga de Eduardo Mignogna
- The Safety of Objects de Rose Troche
- Lantana de Ray Lawrence
- Last Orders de Fred Schepisi
- Magonia de Ineke Smits
- The Grey Zone de Tim Blake Nelson
- Et rigtigt menneske de Åke Sandgren
- Visionnaires (Visionarios) de Manuel Gutiérrez Aragón
- Visible Secret (幽靈人間, Yōulíng rénjiān) de Ann Hui

## Palmarès
- Coquille d'or : Taxi para tres, de Orlando Lübbert, (Chili)
- Prix spécial du jury : En construcción de José Luis Guerín
- Coquille d'Argent du meilleur réalisateur : Jean-Pierre Ameris pour C'est la vie
- Coquille d'Argent de la meilleure actrice : Pilar López de Ayala pour Juana la Loca
- Coquille d'Argent du meilleur acteur : Düzgün Ayhan pour Escape to Paradise
- Prix du jury de la meilleure photographie : Roman Osin pour The Warrior
- Prix du jury du meilleur scénario : Philippe Harel, Benoît Poelvoorde et Olivier Dazat pour Le Vélo de Ghislain Lambert

## Prix Donostia
- Julie Andrews
- Francisco Rabal